# Lijst van vrouwelijke fotografen
De lijst van vrouwelijke fotografen bevat vrouwen die een bijdrage hebben geleverd aan de ontwikkeling van de fotografie of anderszins als fotografe in de belangstelling staan.

## A
- Berenice Abbott (1898-1991)
- Karimeh Abbud (1896-1955)
- Laia Abril (1986)
- Heather Angel  (1941-)
- Eleanor Antin (1935-)
- Emmy Andriesse (1914-1953)
- Diane Arbus (1923-1971)
- Eve Arnold (1913-2012)
- Anna Atkins (1799-1871)
- Alice Austen (1866-1952)

## B
- Marian Bakker (1944)
- Céline van Balen (1965-2023)
- Tina Barney (1945)
- Hilla Becher (1934)
- Ruth Bernhard (1905–2006)
- Éva Besnyő (1910–2003)
- Ilse Bing (1899–1998)
- Lucienne Bloch (1909-1999)
- Sacha de Boer (1967)
- Cynthia Boll (1972)
- Alice Boughton (1867–1943)
- Margaret Bourke-White (1904–1971)
- Lola Álvarez Bravo (1907–1993)
- Marianne Breslauer (1909–2001)
- Franziska Romana Breton (1809-1895)
- Esther Bubley (1921–1998)
- Gon Buurman (1939–2023)

## C
- Claude Cahun (1894-1954)
- Sophie Calle (1953-)

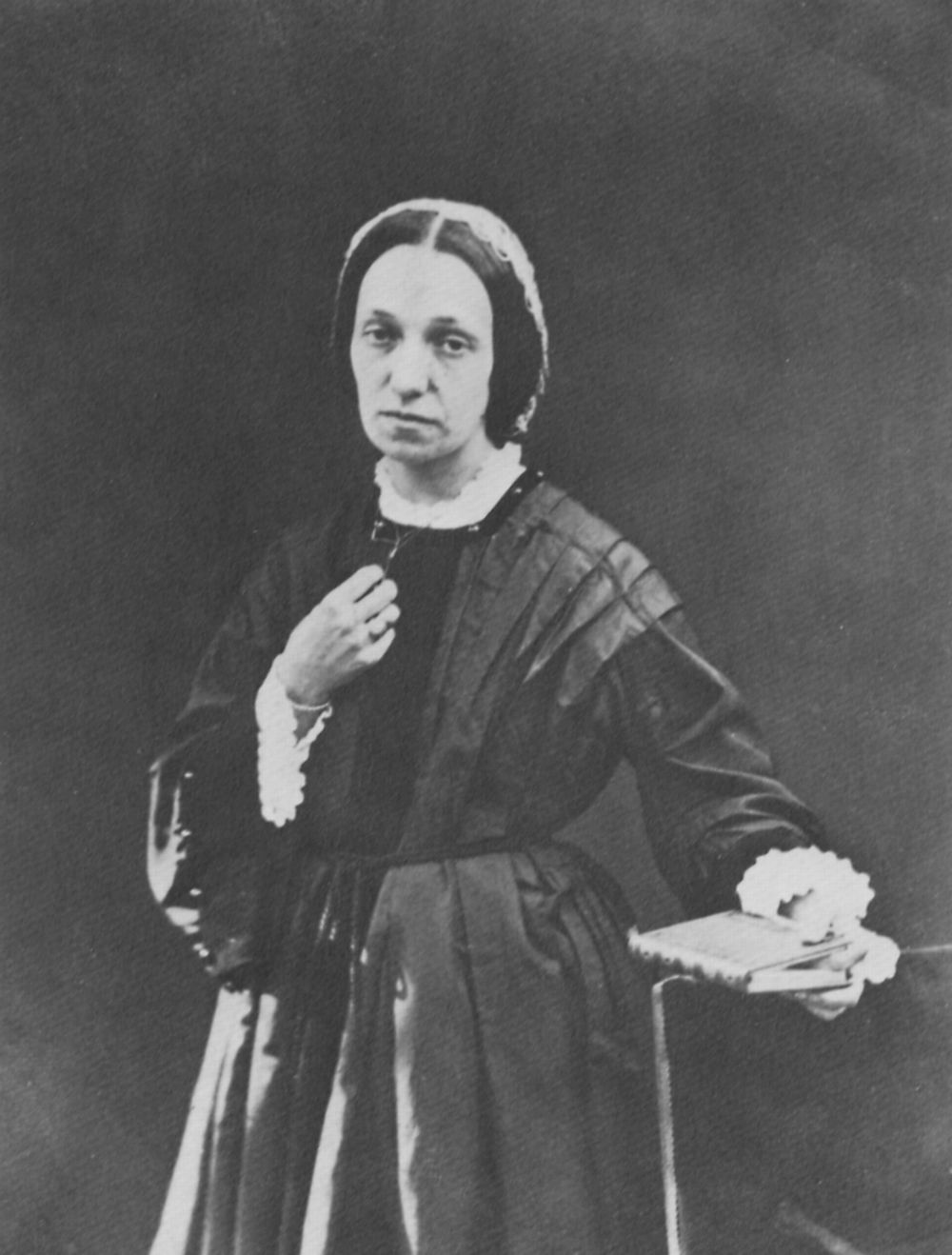
Julia Margaret Cameron

- Julia Margaret Cameron (1815-1879)
- Elinor Carucci (1971-)
- Carolyn Cole (1961-)
- Violette Cornelius (1919-1998)
- Marie Cosindas (1925-)
- Maisie Cousins (1992-)
- Imogen Cunningham (1883-1976)

## D
- Louise Dahl-Wolfe (1895-1989)
- Lynn Davis (1944)
- Françoise Demulder (1947-2008)
- Tony Dočekal (1992-)
- Marianne Dommisse (1927)
- Charlotte Dumas (1977)
- Rineke Dijkstra (1959)

## F
- Anna Fox (1961-)
- Mary Fitzpatrick (1968-)
- Gisèle Freund (1908-2000)
- Eva Fuka (1927-)

## G
- Anne Geddes (1956-)
- Wilda Gerideau-Squires (1946-)
- Laura Gilpin (1891-1979)
- Nan Goldin (1953-)
- Arlene Gottfried (1950-2017)
- Katy Grannan (1969-)
- Marie Melina Grin (1822-1902)

## H
- Jacqueline Hassink (1966-)
- Masumi Hayashi (1945-2006)
- Hiromix (1976-)
- Florence Henri (1893-1982)
- Hannah Hoch (1889-1978)
- Candida Höfer (1944-)
- Martha Holmes (1923-2006)
- Roni Horn (1955-)

## I
- Miyako Ishiuchi (1947-)

## J
- Lotte Jacobi (1896-1990)
- Frances Benjamin Johnston (1864-1952)
- Genja Jonas (1895-1935)

## K
- Ata Kandó (1913-2017)
- Gertrude Käsebier (1852-1934)
- Emma Kirchner (1830-1909)
- Rinko Kawauchi (1972-)
- Juul Kraijer (1970)
- Anouk Kruithof (1981-)

## L

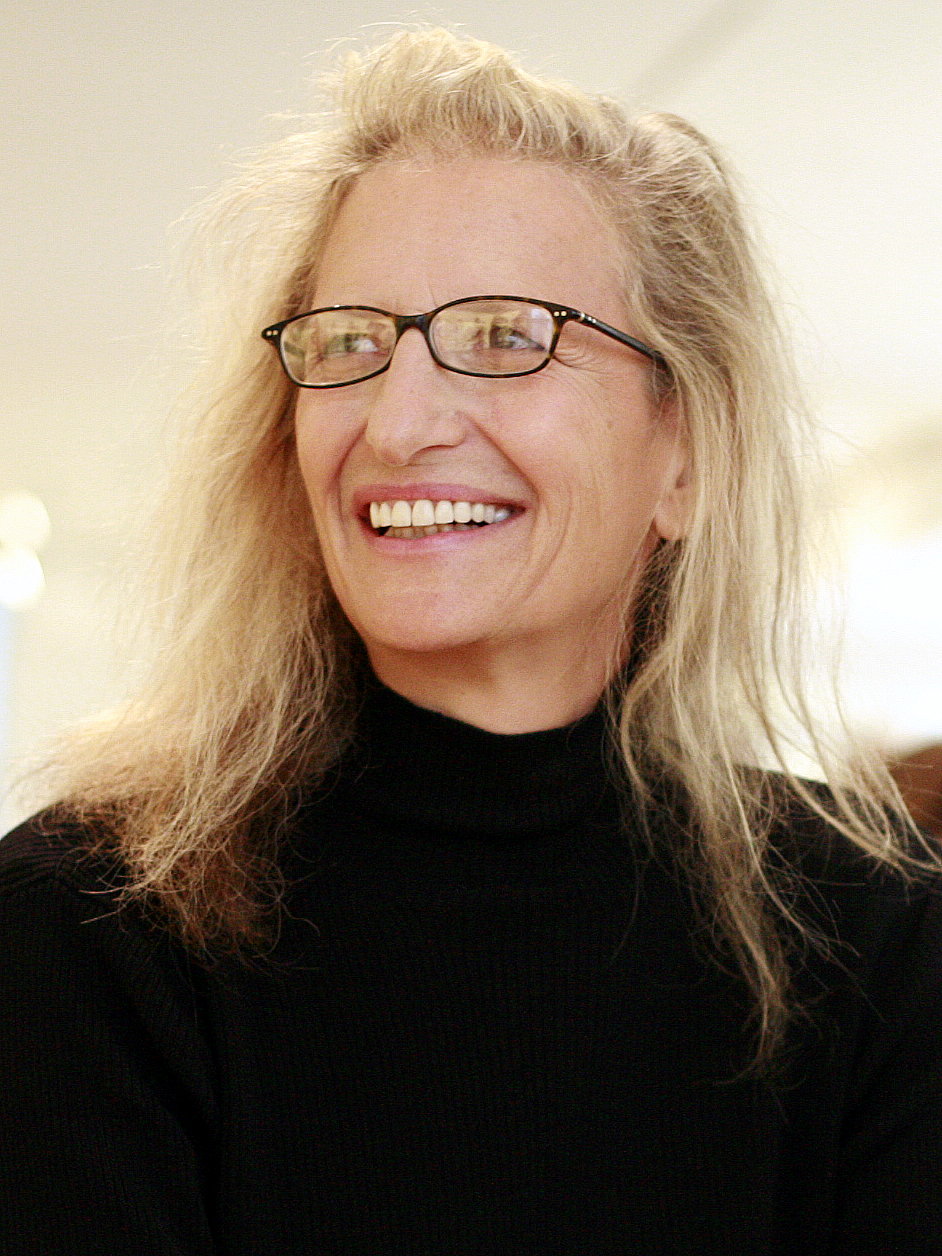
Annie Leibovitz

- Inez van Lamsweerde (1963-)
- Dorothea Lange (1895-1965)
- Alma Lavenson (1897-1989)
- Nikki S. Lee (1970-)
- Annie Leibovitz (1949-)
- Zoe Leonard (1961-)
- Helen Levitt (1907-2009)
- Anna Clasina Leijer (1860-1916)
- Dana Lixenberg (1964-)
- Ruth Harriet Louise (1903-1940)
- Markéta Luskačová (1944-)
- Loretta Lux (1969-)

## M
- Ute Mahler (1949-)
- Vivian Maier (1926-2009)
- Bertien van Manen (1942-)
- Sally Mann (1951-)
- Mary Ellen Mark (1940-)
- Gerharda Henriëtte Matthijssen (1830-1907)
- Linda McCartney (1942-1998)
- Wendy McMurdo (1962-)
- Susan Meiselas (1948-)
- Hansel Mieth (1909-1998)
- Lee Miller (1907-1977)
- Lisette Model (1906-1983)
- Tina Modotti (1896-1942)
- Lucia Moholy (1894-1989)
- Inge Morath (1923-2002)
- Barbara Morgan (1900-1992)
- Zanele Muholi (1972-)

## N
- Shirin Neshat (1957-)
- Ilvy Njiokiktjien (1984-)

## O
- Catherine Opie (1961-)
- Ruth Orkin (1921-1985)

## P
- Germaine Van Parys (1893-1983)
- Sylvia Plachy (1943-)
- Charlotte Polkijn (1852-1931)
- Melanie Pullen (1975- )
- Robin de Puy (1986)

## R
- Bettina Rheims (1952-)
- Evelyn Richter (1930-2021)
- Leni Riefenstahl (1902-2003)
- Henny Riemens (1928-1992)
- Grace Robertson (1930-)
- Jutka Rona (1934-2016)
- Barbara Rosenthal (1948-)
- Shima Ryū (1823-1899)

## S
- Viviane Sassen (1972-)
- Élisabeth Saumon de Sénac (1810-1875)
- Lique Schoot (1969-)
- Annemarie Schwarzenbach (1908-1942)
- Cindy Sherman (1954-)
- Mieko Shiomi (1909-1984)
- Lorna Simpson (1960-)
- Hilda Sjölin (1835-1915)
- Sandy Skoglund (1946-)
- Jo Spence (1934-1992)

## T
- Rose Tang (1967-)
- Gerda Taro (1910-1937)
- Anya Teixeira (1913-1992)
- Joyce Tenneson (1945-)
- Alexine Tinne (1835-1869)
- Deborah Turbeville (1932-2013)

## U
- Doris Ulmann (1884-1934)

## W
- Carrie Mae Weems (1953-)
- Sabine Weiss (1924-2021)
- Marion Post Wolcott (1910-1990)
- Linda Wolf (1950-)
- Francesca Woodman (1958-1981)

## Y
- Catherine Yass (1963-)
- Madame Yevonde (1893-1975)
- Cigdem Yuksei (1989)